# USS Comber (SS-527)
USS Comber (SS-527) – okręt podwodny typu Tench był drugim okrętem US Navy noszącym nazwę pochodzącą od angielskiej nazwy ryby żyjącej w Morzu Czerwonym, Śródziemnym i wschodnim Atlantyku.
Nazwę wpisano do akt z przeznaczeniem dla budowanego kadłuba okrętu 5 maja 1944, ale kontrakt anulowano 29 lipca 1944.